# Позада
Позада (італ. Posada, сард. Pasada) — муніципалітет в Італії, у регіоні Сардинія, провінція Нуоро.
Позада розташована на відстані близько 270 км на південний захід від Рима, 170 км на північ від Кальярі, 50 км на північний схід від Нуоро.
Населення — 2957 осіб (2014).
Щорічний фестиваль відбувається 17 січня. Покровитель — Sant'Antonio.

## Демографія
Населення за роками:

Станом на 1 січня 2023 року в муніципалітеті офіційно проживало 155 іноземців з 23 країн, серед них 100 громадян країн Євросоюзу та 1 громадянин України.

## Сусідні муніципалітети
- Будоні
- Сініскола
- Торпе